# Seán Canney
Seán Canney, né le 6 avril 1960 à Belclare, est un homme politique indépendant irlandais.
Il est Teachta Dála (TD) pour la circonscription de Galway Est depuis 2016.
Il est secrétaire d'État de 2016 à 2017, puis de 2018 à 2020, et depuis janvier 2025.

## Biographie
Originaire de Belclare, Tuam, comté de Galway, Canney est directeur de campagne de son beau-frère, Paddy McHugh, lors des élections générales de 2002, au cours desquelles McHugh obtient un siège dans la circonscription de Galway Est.
En tant que candidat indépendant, Canney est élu au conseil du comté de Galway en 2004, dès sa première tentative. Il est réélu lors de chacune des élections locales suivantes en 2009 et 2014. Lors des élections de 2009 et de 2014, il arrive en tête du scrutin dans la zone électorale locale de Tuam.
Il est battu aux élections générales de 2011 dans la circonscription de Galway Est, recevant 5 567 votes de première préférence.
Il est maire du comté de Galway pour le mandat 2007 à 2008 et siège à plusieurs conseils d'administration et comités. Il rejoint l'Alliance indépendante avant les élections générales de 2016. Aux élections générales de 2016, il arrive en tête du scrutin à Galway Est, obtenant 8 447 votes de première préférence. Après de longues négociations sur la formation du gouvernement, l'Alliance indépendante soutient la nomination d'Enda Kenny au poste de Taoiseach le 6 mai 2016, permettant à Kenny de devenir le premier dirigeant du Fine Gael à être reconduit à ce poste.
Il est nommé membre de la Commission du logement et des sans-abri, poste qu'il occupe jusqu'à sa nomination le 19 mai 2016 dans le nouveau gouvernement comme ministre d'État au Département des dépenses publiques et de la réforme, avec une responsabilité particulière pour les travaux publics et l'aide aux inondations,. Il occupe ce poste jusqu'au 3 juin 2017, date à laquelle il est remplacé par Kevin « Boxer » Moran, dans le cadre d'un arrangement au sein de l'Alliance indépendante,.
Il quitte l’Alliance indépendante en mai 2018, mais continue à soutenir le gouvernement.
Lors d'un remaniement après la démission de Denis Naughten du cabinet, Canney est nommé le 13 octobre 2018 au poste de ministre d'État au ministère du Développement rural et communautaire et au ministère des Communications, de l'Action climatique et de l'Environnement, avec une responsabilité particulière pour les Ressources naturelles, les Affaires communautaires et le Développement numérique,.
Canney est réélu aux élections générales de février 2020. Il reste en poste ministériel jusqu'à la formation d'un nouveau gouvernement le 27 juin 2020. Il siège au groupe régional du 33e Dáil.